# بلاجو
بلاجو (به ایتالیایی: Bellagio, Lombardy) یک کومونه در ایتالیا است که در استان کومو واقع شده‌است.

## خصوصیات
بلاجو ۲۶ کیلومترمربع مساحت و ۲٬۹۴۵ نفر جمعیت دارد.

## خواهرخوانده
شهرهای Bundoran، آلتئا، باد کوتزتینگ، Holstebro, Granville، اوفلیز، Meerssen، نیدرآنون، پروزا، Sesimbra Municipality، شربورن، Karkkila، اوکسه‌لوسوند، Judenburg, Chojna، کوسگ، سیگولدا، Sušice، توری، استونی، زولن، پرینای، مرسسکلا، سیره (رومانی)، اگراس، سیپراس، شکفیا لکا و تریاونا خواهرخوانده‌های بلاجو هستند.